# 엘린바
엘린바(elinvar)는 온도 변화에 의해 크게 변하지 않는 탄성 계수를 지니는 것으로 잘 알려진 니켈-철-크로뮴 합금이다.
니켈－철의 합금은 그 탄성률(彈性率)의 온도계수는 팽창계수와 마찬가지로 조성에 따라 변화한다. 니켈 36%, 크롬 12%, 철 52%의 합금은 온도가 변화하여도 탄성률은 거의 변하지 않는다. 이 합금을 엘린바라 하며, 시계의 초침 태엽으로도 쓰인다.